# Санта-Роза (Калифорния)
Са́нта-Ро́за (англ. Santa Rosa) — город в округе Сонома в штате Калифорния в Соединённых Штатах Америки.

## История

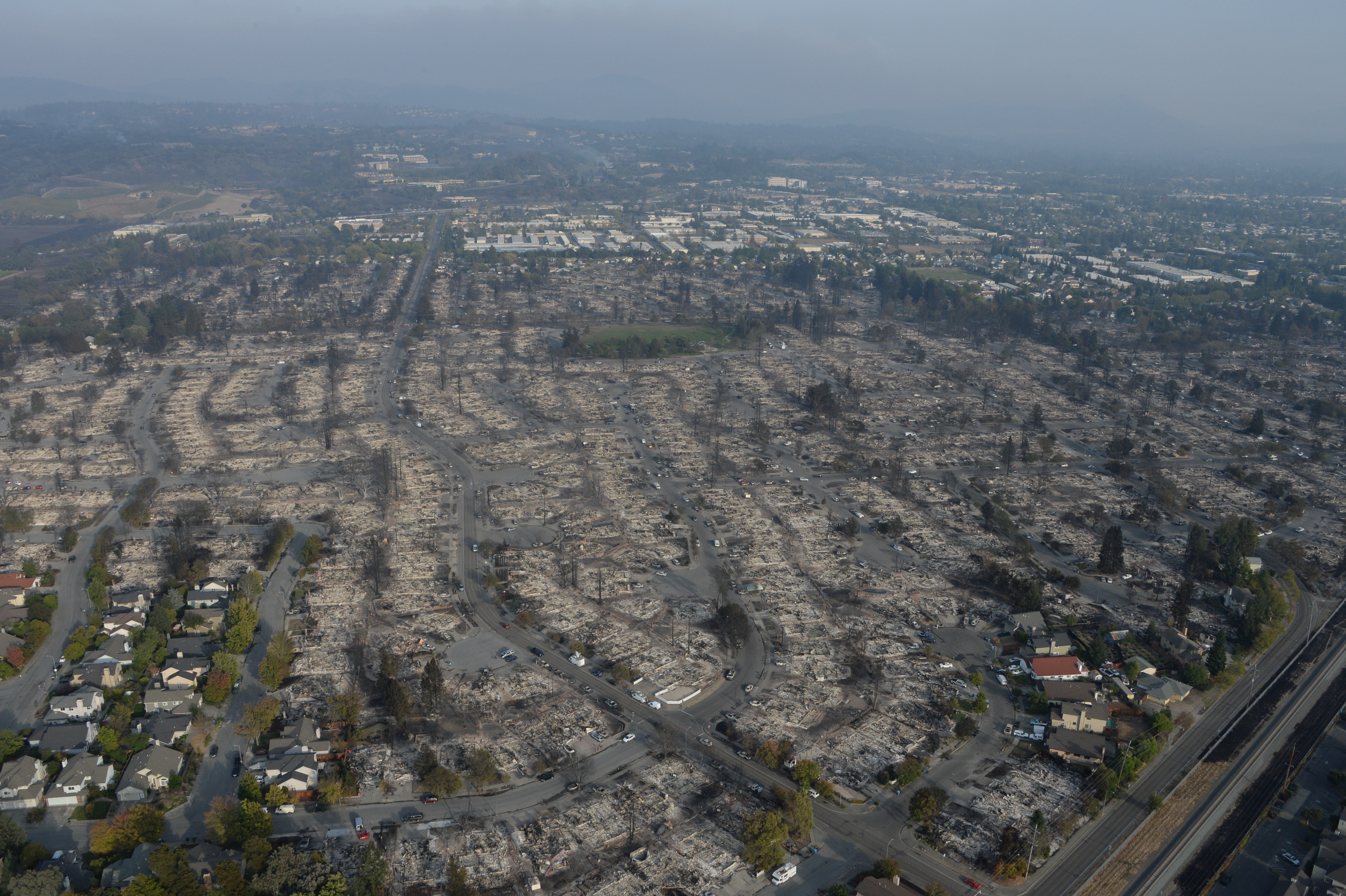
Город Санта-Роза после пожара 2017 года

Дважды (1983 и 2007) город был награждён премией «All-America City Award» (с англ. — «Всеамериканский город») присуждаемой Национальной гражданской лигой, которую неофициально называют «Нобелевской премией за конструктивное гражданство» и которая выдается за активную гражданскую позицию жителей некорпоративных сообществ Соединённых Штатов в жизни местного самоуправления.

## Демография
По переписи 2010 года в Санта-Розе численность населения составляла 167 815 жителей. По оценкам 2013 года — 171 990 жителей.
Расовый состав:
- 71,0 % — белые
- 2,4 % — чернокожие и афроамериканцы
- 1,7 % — индейцы
- 5,2 % — азиаты
- 0,5 % — выходцы с тихоокеанских островов
- 14,1 % — другие расы
- 5,1 % — две или более расы
- 25 % — латиноамериканцы (любой расы)

Средний доход на домашнее хозяйство в городе составлял 50 931 доллар, а средний доход на семью составлял 59 659 долларов. Мужчины имеют средний доход 40 420 долларов против 30 597 долларов у женщин. Доход на душу населения в городе составлял 24 495 долларов, 8,5 % населения и 5,1 % семей находились за чертой бедности, из общей численности населения 9,5 % лиц в возрасте до 18 лет и 4,7 % тех, кто 65 лет и старше, проживающих за чертой бедности.
Динамика населения согласно переписи населения США с 1860 года.

## Города побратимы
- Черкассы, Украина
- Чеджу, Южная Корея
- Лос-Мочис, Мексика